# Cozmești, Iași
Cozmești este satul de reședință al comunei cu același nume din județul Iași, Moldova, România.

## Monumente istorice
- Biserica „Sf. Voievozi” (1909), monument de arhitectură; Cod LMI: IS-II-m-B-04138